# Eköhällen
Eköhällen är ett skär i Åland (Finland). Det ligger i den norra delen av landskapet, 40 km norr om huvudstaden Mariehamn.
Terrängen runt Eköhällen är platt. Havet är nära Eköhällen åt nordost. Runt Eköhällen är det glesbefolkat, med 12 invånare per kvadratkilometer.. Närmaste större samhälle är Finström, 16,5 km söder om Eköhällen. 
I omgivningarna runt Eköhällen växer i huvudsak barrskog.